# 竹田村 (鳥取県東伯郡1907年)
竹田村（たけだそん）は、鳥取県東伯郡にあった村。現在の東伯郡三朝町の一部にあたる。

## 地理
天神川とその支流・加茂川の流域に位置していた。

## 歴史
- 1889年（明治22年）10月1日、町村制の施行により、河村郡今泉村、湯谷村、赤松村、大柿村、牧村、恩地村、久原村、曹源寺村、助谷村が合併して村制施行し、竹田村が発足[1][2]。旧村名を継承した今泉、湯谷、赤松、大柿、牧、恩地、久原、曹源寺、助谷の9大字を編成[2]。
- 1896年（明治29年）4月1日、郡の統合により東伯郡に所属[2]。
- 1897年（明治30年）役場庁舎落成[2]
- 1907年（明治40年）10月1日、東伯郡高勢村、賀茂村と合併し旭村を新設して廃止[1][2]。合併後、旭村大字今泉・湯谷・赤松・大柿・牧・恩地・久原・曹源寺・助谷となる[2]。

### 地名の由来
江戸時代に竹田庄の中心地であったことから。

## 産業
- 農業[3]

## 教育
- 1893年（明治26年）助谷簡易小学校を竹田尋常小学校に改称[2]。

## 名所・旧跡
- 曹源寺 (鳥取県三朝町)[4]